# Shaggy y Scooby-Doo detectives
Shaggy y Scooby-Doo detectives (Shaggy & Scooby-Doo Get a Clue! en inglés) es la décima serie del dibujo animado de Hanna-Barbera Scooby-Doo. Debutó en Estados Unidos el día 23 de septiembre de 2006 dentro del bloque programático matutino Kids' WB! del canal The CW. Creada y escrita por Ray De Laurentis, fue producida por Warner Bros. Animation y es la última serie que fue producida por Joseph Barbera (cocreador de Scooby-Doo) antes de su muerte.
En América Latina fue estrenada el día 1 de abril de 2007 por Cartoon Network. Luego de emitir los 26 episodios, la serie fue retirada del canal en  pero, debido a su fallido ingreso a otro canal de Turner Broadcasting System, regresó a Cartoon Network Latinoamérica en 2012. En Uruguay, Shaggy y Scooby-Doo Detectives debutó el 1 de enero de 2009 a través del canal 10. En Paraguay fue estrenada el 08 de marzo de 2011 por la cadena Telefuturo teniendo gran éxito. También se exhibe a través del Canal 5 en México y por la cadena Frecuencia Latina en el Perú a partir de 10 de 2011 hasta diciembre del mismo año.
En Canadá, la serie se exhibe por la cadena Teletoon. La segunda temporada fue estrenada el 6 de septiembre de 2010 en dicho país.
El lunes 3 de enero de 2011, Shaggy y Scooby-Doo Detectives Se estrenó en Tooncast (canal hermano de Cartoon Network), pasando a formar parte de su programación diaria. El programa fue transmitido hasta fines de marzo de 2011 todos los días a las 8:30 AM, con repetición a las 8:30 PM (horario de Argentina y Chile), fue retirada de la programación de Tooncast  y Cartoon Network empezó a retransmitirla en Latinoamérica a partir del lunes 2 de enero de 2012, de lunes a viernes a las 7:30 AM.

## Análisis general
Para la creación de esta nueva serie, el usual formato que caracteriza el concepto de lo que es Scooby-Doo (cuatro chicos y su perro viajando en una camioneta resolviendo misterios) fue ignorado y reinventado, esta vez retirando personajes del show para centrarse solo en Shaggy y Scooby, algo similar a lo hecho en la serie de 1980, El show de Scooby-Doo y Scrappy-Doo, en la cual Fred, Daphne y Vilma desaparecieron del programa y este tuvo una fórmula más cómica. Freddy, Daphne y Vilma aparecen ocasionalmente en la serie, en los episodios 1 y 10 de la primera temporada. Fred y Daphne hacen un cameo en el capítulo «Trabajo interno» de la segunda temporada en el cual no los dejan entrar a una fiesta. Sus siluetas aparecen en la secuencia de entrada, junto con todas las de los personajes regulares del programa.
Otro punto a destacar es que esta es una de las pocas reencarnaciones de Scooby-Doo en mantener una leve continuidad durante todos sus episodios; es decir, el show está compuesto como un serial de episodios continuos, y el próximo empieza donde el anterior se quedó. Esta misma fórmula sería luego usada de manera más prominente y relevante en la nueva serie de 2010, Scooby-Doo! Mystery Incorporated.
Este es el tercer programa de Scooby-Doo que no es animado usando el estilo tradicional de Hanna-Barbera, siendo los otros dos Un cachorro llamado Scooby-Doo y ¿Qué hay de nuevo Scooby-Doo?. Shaggy, Scooby, Vilma, Daphne y Fred fueron rediseñados para lucir como lo hacían sus versiones en la primera película con actores reales de Scooby-Doo (2002) y su secuela de 2004. Las voces de Fred Jones y Scooby-Doo son aún hechas por el actor estadounidense Frank Welker, pero Shaggy ya no es interpretado por su actor original (Casey Kasem) si no por Scott Menville. Sin embargo, en esta serie Kasem interpreta al tío de Shaggy. Además, debido al formato de comedia del programa, las personalidades de Shaggy y Scooby también fueron considerablemente modificadas, haciéndolos menos cobardes o asustadizos de lo que son originalmente.
Con esta, hasta la fecha son cinco las cadenas estadounidenses que han transmitido las series de la franquicia Scooby-Doo a lo largo de sus más de 4 décadas de historia: CBS (desde 1969-1974), ABC (desde 1976-1991), The WB (que transmitió  a veces no queda mas que esperar la venida celestial Scooby-Doo), The CW (que transmitió esta serie) y [[Cartoon Network familia papa
```
(Estados Unidos)|Cartoon Network]] que transmite las películas, repeticiones de todas las reencarnaciones y la nueva serie, 
Scooby-Doo! Mystery Incorporated
.
```

Esta es la primera serie de Scooby-Doo desde 1991 en volver a utilizar el clásico efecto de sonido de tormenta y truenos de Hanna-Barbera, el cual se dejó de emplear alrededor de 1994, y era muy rara vez usado en ¿Qué hay de nuevo Scooby-Doo? o en todas las películas animadas de la franquicia, siendo reemplazado por nuevos efectos de truenos grabados digitalmente.
En el capítulo «El misterio del milenio», hay una escena en la que se muestra material archivado de algunas de las recientes películas animadas de Scooby-Doo, como Scooby-Doo y el monstruo del lago Ness, Scooby-Doo y el monstruo de México y Scooby-Doo ¡Piratas a la vista!. Shaggy incluso le habla a Scooby sobre los eventos ocurridos en estas películas, remarcándole que Vilma era quien había descubierto la identidad de los villanos.
Aunque esto no había sido confirmado, se presumía que el programa sería renovado para una tercera temporada, ya que la serie terminó en un cliffhanger y el bloque de Kids WB! fue cancelado en la primavera de 2008 para dar paso a un nuevo bloque programado por 4Kids Entertainment, el cual sacó todas las producciones de Warner Bros., dejando como posible destino para la serie el canal Cartoon Network o tal vez episodios por internet en uno de los sitios de la Time Warner Company. Se creía que el programa continuaría con la siguiente reencarnación de la franquicia, pero esto fue desmentido en 2009 con la noticia de que esta serie en particular había terminado, y el anuncio de la llegada de la undécima serie de Scooby-Doo, Scooby-Doo! Mystery Incorporated, que es una secuela del programa original de 1969 ¿Scooby-Doo dónde estás?.
Como dato adicional, esta fue una de las reencarnaciones de Scooby-Doo que no fue del agrado de los fanes, motivo por el cual fue cancelada luego de dos temporadas. Esta versión del programa fue ideada por Ray De Laurentis, sin participación alguna de Joe Ruby y Ken Spears creadores originales de los personajes y elementos de Scooby-Doo en 1969. Los mismos Ruby y Spears participaron luego como guionistas, productores y supervisores en Scooby-Doo! Misterios S.A. la serie posteriormente realizada. En entrevista, Ruby y Spears mostraron su desagrado hacia Shaggy y Scooby-Doo detectives, comentando que lo que hicieron les parece «horrible».

## Trama
Shaggy y Scooby-Doo, han decidido abandonar el grupo de Misterio a La Orden para trabajar independientemente como detectives. No se da explicación alguna de por qué decidieron separarse por un tiempo de sus mejores amigos, aunque podría asumirse que ambos querían tomarse unas vacaciones, libres de misterios, fantasmas y monstruos.
En el inicio de la serie, vivían en un apartamento de clase media (por lo que se ve, sin mucho dinero), hasta que una llamada les informa que recibieron una herencia de una mansión y un billón de dólares de parte del tío de Shaggy, Albert Shaggleford. Después de la noticia, lo primero que hacen Shaggy y Scooby-Doo es llamar a sus amigos Freddy, Daphne y Vilma para contarles lo que pasó, y Shaggy les pide que hagan una lista con todas las cosas que alguna vez han querido y les promete que se las comprará. Luego de esto, Shaggy y Scooby se mudan a la mansión del tío de Shaggy, quien la abandonó debido a su inexplicada y misteriosa desaparición. Después, al entrar a la mansión conocen a Robi, un robot mayordomo que los recibe y les explica la situación. Al investigar en el sótano, Shaggy y Scooby descubren que el motivo de la desaparición del tío Albert fue que una organización liderada por un doctor llamado Dr. Phineas Phibes (nombre puesto por el villano de Vincent Price, "El abominable Dr. Phibes"), lo buscaba debido a su invento, que eran unas Scooby-galletas que hacían que el individuo que las ingiriera tuviera asombrosos poderes. Esto se debía a que el tío de Shaggy era inventor, y que al parecer había creado un tipo de nanotecnología, cuya fórmula secreta había sido mezclada en las Scooby-galletas. Luego de tener su primer encuentro con el Dr. Phibes y sus agentes, Shaggy y Scooby invitan a cenar a Fred, Daphne y Vilma para ponerles al tanto de su situación actual y despedirse de ellos, diciéndoles que van a estar ocupados luchando contra el crimen hasta encontrar al tío Albert. Vilma les dice que pueden contar con su ayuda para cuando la necesiten.
Shaggy usa el dinero de su tío no sólo para combatir contra las fuerzas del doctor Phibes, sino también para divertirse y pasarla bien (siendo la alegría un rasgo de su personalidad que no fue alterado). En su tiempo libre, él y Scooby-Doo se entretienen viendo su programa de concursos favorito, Chefs de Acero, dando fiestas para «compartir su alegría con los demás», comiendo y disfrutando de los lujos de la mansión. Con la ayuda de la herencia, Shaggy actualiza la Máquina del Misterio en el segundo episodio, para que ahora pueda convertirse a sí misma en toda clase de vehículos que los ayuden en su misión, aunque usualmente la máquina falla y se transforma en artefactos inútiles para sacarlos de problemas, como por ejemplo una máquina para hacer salchichas.
Así, de ahí en adelante, Shaggy y su mejor amigo Scooby deberán enfrentarse al doctor Phibes y a aquella misteriosa organización, que encierra muchos misterios y peligros, y así salvarse y salvar al mundo. Sin embargo, ahora cuentan con la ayuda del mayordomo Robi, la actualizada Máquina del Misterio, y por supuesto, con la de aquellas maravillosas Scooby-galletas, que les dan extraordinarios poderes al ser ingeridas.

## Personajes

### Héroes
- Scooby-Doo: Primer protagonista quien da título a la serie. Es un perro parlante quien, junto a Shaggy, cambió su profesión de resolver misterios a detective. En la serie conservó su personalidad asustadiza de otras versiones, sin embargo cuando ingiere una Scooby-Galleta, éste obtiene asombrosos poderes, entre ellos: magnetismo, invisibilidad, transformación, superfuerza, clonación y supervelocidad.
- Shaggy: Es el sobrino de Albert Shaggleford y secundario protagonista. Aún conserva un poco de la personalidad asustadiza de otras versiones. Es un adolescente de carácter divertido y alegre que siempre es acompañado por su perro parlante Scooby. Para esta nueva serie, se le dio como atuendo una playera verde, en vez de su característica camiseta tradicional.
- Robi: Es el robot mayordomo de Shaggy y una de las primeras invenciones del tío Albert. Suele ser hiperactivo, despistado y desastroso, debido a que el tío de Shaggy nunca terminó de perfeccionarlo. Cuando se le ordena un deber termina generalmente destruyendo todo. En opinión de Shaggy y Scooby-Doo, es mal cocinero y mal mayordomo. Además pronuncia erradamente Scooby-Doo como "Scooby-Roo". Además, es quien da los mensajes con misiones dadas por Albert Shaggleford, proyectando un holograma cuando este quiere comunicarse con su sobrino.
- Tío Albert Shaggleford: Es un científico que descubrió la receta de la nanofórmula, que usa para hacer sus Scooby-Galletas. Él es el tío de Shaggy, y le dejó a este y a Scooby como herencia un billón de dólares y una mansión (tras su misteriosa desaparición). En el Último capítulo, se descubre que él está encubierto en la guarida del Dr. Phibes, con el alias: Dr. Trebla, (leído de derecha a izquierda: Dr. Albert), y les estuvo dando las órdenes precisas a Shaggy y Scooby para derrotar al doctor Phives.

### Villanos
- Dr. Phineas Phibes: Antagonista, es el líder de una organización la cual realiza planes maléficos que afectan al mundo en sí, o también crea planes para destruir a los protagonistas Shaggy y Scooby-Doo. Se cuenta que en su juventud, el doctor Phibes hizo un experimento peligroso con la electricidad, perdiendo la mano izquierda. La sustituyó por una parte metálica, la cual le permite cambiar por armas. Además, por culpa del tío de Shaggy, no puede salir al exterior ni acercarse a la Tierra pues es propenso a que le caigan rayos (vive en una nave espacial). Tiene el propósito de convertirse en un hombre "inmortal" y de dominar el mundo usando su poderoso armamento tecnológico y su genio para inventar y construir máquinas. Además, tiene una personalidad similar a Adolf Hitler.
- Dr. Trebla: Es la mano derecha del Dr. Fives, un científico que lo ayuda en sus planes, le da consejos sobre lo que debe hacer y en ciertas ocasiones le hace ver sus errores. En su personalidad oculta como Albert Shaggleford, es quien revela los planes del Dr. Phibes a Shaggy y Scooby-Doo.
- Dama Gato: Es una genio cibernética que fue contratada por el Dr. Phibes, parte de una lista de los criminales más despiadados de la historia. Es una mujer que adora a los gatos y da su vida por ellos, lo cual nubla su inteligencia. Es un poco gorda pero a ella no le importa. Solo apareció en dos capítulos. Es una clara parodia a Gatúbela.
- Amenaza: Otro miembro de la lista de criminales más despiadados de la historia, es un genetista bastante fuerte y musculoso, transformado en un despreciable psicópata. Él aparece en la serie con dos personalidades diferentes: En su primera aparición, había probado la nanofórmula y por ello su fuerza había aumentado, haciendo parecer que tenía mucha furia en sí. Pero luego empieza a perder la cabeza, y se descubre que es un gran pequeño mimado a quien le fascinan los gatos. Es una parodia de Bane

#### Agentes
- #1: Es un agente muy serio, quien odia a Shaggy y Scooby-Doo. Siempre trabaja con el Agente #2 muy a su pesar y no cree en las cosas hasta que se le muestran pruebas. Golpea al Agente #2 cada vez que Phibes se lo pide. Constantemente es irritado por los fracasos del agente #2.
- #2: Es un agente algo corpulento y tonto como para tener la seriedad de un agente. Siempre se resiste a su nombre código y lo quiere cambiar, por lo que suele adoptar diferentes personalidades con otros nombres como "Agente Cobra Venenosa", "El Ninja", "Dr. Velocidad", etc. Sin embargo, en un capítulo se reveló que su nombre real era Jeff, basado en el nombre del actor que lo interpreta, Jeff Bennett .
- #13: Es un agente y a la vez padre del Dr. Phibes. Le gusta cortarse el vello nasal con una rasuradora.
- Ricky y Mark: Son los técnicos de investigación del Dr. Phibes, encargados de diseñar y construir armas y otros inventos. Casi siempre están fantaseando con ser magos o jugando videojuegos y estas distracciones enojan al Dr. Phibes ya que este les paga grandes cuotas para los implementos tecnológicos que necesitan. Pero ellos no le temen a Phibes a menos que este los amenace directamente. Son parodias de Napoleón Dinamita y su hermano Kip Dinamita.
- Brisa Suiza: Es la agente más malvada que el Dr. Phibes conoce, y fue enviada a detener a Shaggy y Scooby cuando iban a una conferencia sobre el calentamiento global en el segundo episodio. Es una agente joven, fuerte y diestra en el uso de armas, rubia y de ojos negros. Pese a ser una chica muy seria y decidida, falló de forma bastante cómica en su misión y acabó entregándose a la policía para estar a salvo de su mascota Carla (aunque esta termina mordiéndole su pierna izquierda).

## Episodios
- Títulos en el doblaje hispanoamericano:

1. Shaggy se enriquece
2. Detengamos el rayo láser
3. La alta sociedad
4. Efectos insospechados
5. Un nuevo virus
6. Fiesta sensacional
7. Chefs de acero
8. El misterio del milenio
9. No alimentar a los animales
10. Casi fantasmas
11. Polo a polo
12. Mega problema
13. Operación Recompensa
14. El mundo de Shaggy y Scooby
15. Casi perfecto
16. Trabajo interno
17. Un nuevo superhéroe
18. Las caras de la maldad
19. Un viaje con Phibes
20. Hay un doctor en la casa
21. Supernoche de película de miedo
22. Robi fugitivo
23. Gran inteligencia
24. Los vaqueros detectives
25. Caracoles, el Perro Maravilla
26. ¡Alerta, tío Albert!

## Doblaje al español (Latinoamérica)
| Personaje                             | Voz Original Estados Unidos    | Actor de doblaje México           |
| ------------------------------------- | ------------------------------ | --------------------------------- |
| Shaggy                                | Scott Menville                 | Arturo Mercado                    |
| Scooby-Doo                            | Frank Welker                   | Antonio Gálvez                    |
| Robi                                  | Jim Meskimen                   | Luis Alfonso Mendoza              |
| Tío Albert Shaggleford                | Casey Kasem                    | Roberto Mendiola                  |
| Dr. Phineas Phibes                    | Jeff Bennett                   | Martín Soto                       |
| Dr. Trebla                            | Scott Menville                 | Gustavo Melgarejo                 |
| Agente 1                              | Jim Meskimen                   | Óscar Flores                      |
| Agente 2                              | Jeff Bennett                   | Javier Rivero                     |
| Secuaz Duende                         | ¿?                             | ¿?                                |
| Amenaza                               | Frank Welker                   | Paco Mauri                        |
| Fred Jones                            | Frank Welker                   | Luis Alfonso Padilla              |
| Daphne Blake                          | Grey DeLisle                   | Yolanda Vidal                     |
| Vilma Dinkley                         | Mindy Cohn                     | Irene Jiménez                     |
| Ricky                                 | Jeff Bennett                   | Víctor Ugarte                     |
| Dr. Eisenhorn                         | Jeff Bennett                   | José Luis Orozco                  |
| Brisa Suiza                           | Grey DeLisle                   | Maira Arellano                    |
| Dr. Josef Gustav                      | Jim Meskimen                   | Humberto Vélez                    |
| Bink Bushnell                         | Jim Meskimen                   | Paco Mauri                        |
| General Macardle                      | Frank Welker                   | Enrique Cervantes                 |
| Sr. Thurston Havansimp                | Jeff Bennett                   | Herman López                      |
| Chef Sukihari                         | Paul Nakauchi                  | Carlos del Campo                  |
| Chad Chaddington                      | Jim Meskimen                   | Sergio Gutiérrez Coto             |
| Narrador en el bosque sudamericano    | S. Scott Bullock               | Gerardo Reyero                    |
| Nifties                               | Cindy Robinson                 | Claudia Urbán                     |
| Recepcionista de asilo                | Grey DeLisle                   | Rosy Aguirre                      |
| Jerente de Restaurante "Chicos Rudos" | N/D                            | José Luis Orozco                  |
| Letreros/traducción oral              | N/D                            | Antonio Gálvez                    |
| Estudio de doblaje                    | Warner Bros. Animation Studios | Sensaciones Sónicas, S.A. de C.V. |
| Dirección de doblaje                  | Kelly Ward                     | Antonio Gálvez                    |

## Lanzamiento en DVD
El 30 de octubre de 2007 fue lanzado el primer volumen de Shaggy y Scooby-Doo detectives en formato DVD. El segundo volumen fue lanzado el 8 de julio de 2008. Adicionalmente, 3 episodios del programa fueron incluidos en otros DVD de la franquicia Scooby-Doo: "Don't Feed The Animals" (incluido en Los 13 fantasmas de Scooby-Doo: La Serie Completa; 29 de junio de 2010), "Smart House" y "Mystery of the Missing Mystery Solvers" (en los dos primeros volúmenes de Scooby's-All-Star Laff-A-Lympics).
Actualmente, la serie completa (en inglés) está disponible para descarga digital en iTunes.